# National Democratic Front (Philippinen)
Die National Democratic Front (NDF) (auf Deutsch Nationale Demokratische Front) ist ein Bündnis oppositioneller linker Organisationen auf den Philippinen.
Sie wird auch National Democratic Front of the Philippines (NDFP) (Filipino:  Pambansang Demokratikong Prente ng Pilipinas (PDPP)) genannt.
Die NDF führt, nach eigenen Angaben, den revolutionären Kampf des philippinischen Volkes, um die nationale demokratische Revolution zu vollenden. Ihre Ziele sind in einem 12-Punkte-Programm niedergelegt. Die New People's Army ist der bewaffnete Zweig der NDF, der in verschiedenen Gebieten auf den Philippinen Guerillakämpfe führt.
In Oslo fanden vom 15. bis 21. Februar 2011 Gespräche zwischen der philippinischen Regierung und der NDF statt. Die NDF gab danach den erfolgreichen Abschluss dieser Gespräche bekannt.
Die NDF unterhält in Utrecht (Niederlande) ein internationales Büro.

## Verbündete Organisationen
- Communist Party of the Philippines (CPP)
- Cordillera People’s Democratic Front (CPDF)